# 夕なぎ (1968年の映画)
『夕なぎ』（ゆうなぎ、英語: Boom!）は、1968年製作・公開、ジョゼフ・ロージー監督によるイギリスの長篇劇映画である。テネシー・ウィリアムズが自らの戯曲『牛乳列車はもう止まらない』を映画用に脚色した作品である。

## 略歴・概要
1963年にタルラー・バンクヘッド主演によりニューヨークで初演されたテネシー・ウィリアムズの戯曲『牛乳列車はもう止まらない』をウィリアムズ自ら脚色、のちに1970年にジョゼフ・ロージー監督の『恋』をプロデュースするジョン・ヘイマンが主宰するジョン・ヘイマン・プロダクションズが製作した。
ロケーション撮影地は、イタリア、サルデーニャのカッチャ岬、同じくカルトエ浜、首都ローマ等である。
日本では、1969年（昭和44年）12月に劇場公開され、2008年（平成20年）8月6日、キングレコードがオリジナル113分版をDVD化し発売した。

## ストーリー
イタリアのナポリ湾、そこに存在する小さな島。フローラ・ゴーフォース（エリザベス・テイラー）は、その島に隠遁し、横暴な生活を送っている。その島はフローラのもの、しかしフローラは原因不明の病気に冒されている。秘書に雇ったミス・ブラック（ジョアンナ・シムカス）に、かつて美女として我が物顔に振る舞っていたころの鮮やかな思い出を語り、回想録を綴るのが日課である。
ある日島に現れた男がいた。その男、クリス・フランダース（リチャード・バートン）は、フローラの雇ったボディーガードのルディ（マイケル・ダン）と犬に負傷させられる。フローラはミス・ブラックにクリスの介抱を申し付け、それと同時にカプリの魔術師（ノエル・カワード）にクリスの素性を調べさせる。カプリの魔術師は、クリスが死の使いであること、クリスの訪れた家に女主人がいれば必ず死に至る、という不吉な予言を残す。
フローラはクリスに惹かれ、誘惑する。しかしクリスはこれを拒絶する。その屈辱にフローラは倒れ、魔術師の残した予言の通り、クリスの目の前で死んで行く。

## スタッフ・作品データ
- 製作：ジョン・ヘイマン
- 監督：ジョゼフ・ロージー
- 原作・脚本：テネシー・ウィリアムズ
- 音楽・オーケストラ指揮：ジョン・バリー
- 撮影監督：ダグラス・スローカム
- 美術：リチャード・マクドナルド
- 編集：レジナルド・ベック
- フォーマット：カラー映画（テクニカラー） - スコープ・サイズ（パナビジョン、2.35:1[1]） - モノラル録音

## キャスト
- エリザベス・テイラー - フローラ・ゴーフォース
- リチャード・バートン - クリス・フランダース
- ノエル・カワード - カプリの魔術師
- ジョアンナ・シムカス - ミス・ブラック
- マイケル・ダン - ルディ

## 註
1. 1 2 3  Boom, Internet Movie Database, 2010年2月9日閲覧。